# Masdevallia tridens
Masdevallia tridens är en orkidéart som beskrevs av Heinrich Gustav Reichenbach. Masdevallia tridens ingår i släktet Masdevallia och familjen orkidéer. Inga underarter finns listade i Catalogue of Life.